# Begluci (Bośnia i Hercegowina)
Begluci (cyr. Беглуци) – wieś w Bośni i Hercegowinie, w Republice Serbskiej, w gminie Derventa. W 2013 roku liczyła 92 mieszkańców.